# Gambaredolo
Gambaredolo (Gambarìdol in dialetto alto mantovano) è una località situata a est di Castel Goffredo, sulla strada che conduce a Ceresara.

## Origini del nome
Gambaredolo deriva da gamberetto, crostaceo di acqua dolce presente nel Fosso Gambaredoletto, che bagnava la corte gonzaghesca fortificata.

## Storia

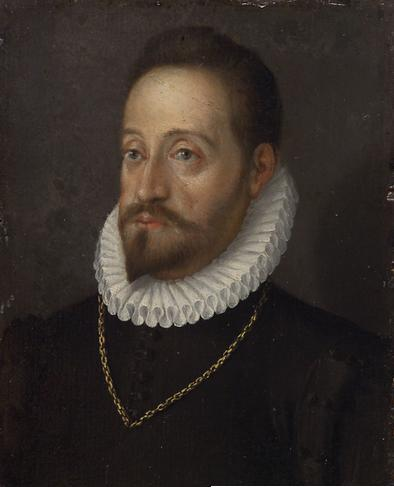
Alfonso Gonzaga

La corte rinascimentale del luogo (Corte Gambaredolo), voluta da Aloisio Gonzaga come residenza estiva dei "Gonzaga di Castel Goffredo", è nota alla storia per essere stata teatro, il 7 maggio 1592, dell'assassinio del marchese Alfonso Gonzaga e signore di Castel Goffredo, che ebbe come mandante il nipote Rodolfo di Castiglione.
Della corte fa parte anche l'Oratorio di San Carlo, edificato nel 1615 da Caterina Gonzaga, figlia di Alfonso e sposa del nobile Carlo Emanuele Teodoro (Teodoro VIII) Trivulzio, conte di Melzo (1577-1605). Alla corte si accede tramite un ponticello sul fossato con due balaustre di marmo.
Attualmente si trova nello stato di parziale abbandono.

## Bibliografia

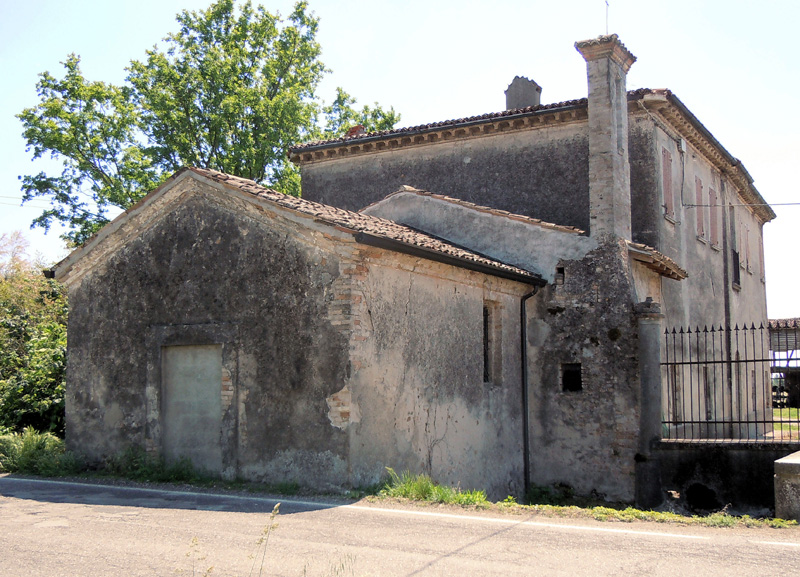
Oratorio di San Carlo